# パワフルプロ野球2024-2025
『パワフルプロ野球2024-2025』（パワフルプロやきゅう2024-2025）は、コナミデジタルエンタテインメントより2024年7月18日に発売のゲームソフト。「パワプロシリーズ」の一作でシリーズ30周年記念作品。また、シリーズで初めて西暦表記が2年単位のタイトル名となり、『eBASEBALLパワフルプロ野球2020』から付けられていた『eBASEBALL』の冠が外れた。
テーマは「パワプロ30年のファン感謝祭!」、キャッチコピーは「30年分のパワフルを。」。

## 概要
2024年2月21日のNintendo Directソフトメーカーラインナップにて発表。発表時の告知VTRには、KONAMI野球ゲームアンバサダーの大谷翔平（ロサンゼルス・ドジャース）が登場し、大きな話題となった。また、早期予約特典として、大谷とパワプロくん・ガンダーが写ったスペシャルパッケージが用意された。
『2014』以降のパワプロシリーズは2年ごとに発売、『2016』以降は発売翌年の選手データを無料アップデートで導入することが定番となっていたため、西暦を2年単位で表記するタイトル名となったことで初めて明示された形となった。
発売直後の7月25日、少なくとも30個以上のバグが報告されたとして謝罪文を掲示した。その中には進行不能になる物も含まれており、8月上旬からバグの修正アップデートを配信すると発表。以降、8月1日から計5回の修正アップデートが行われた。

### オープニングムービー
今作品のオープニングムービーはパワプロシリーズ30周年を記念するものとして、例年の現役プロ選手が登場する代わりに、ダイヤモンドヘッド時代の演出をパロディした場面から始まり、歴代作品のオープニングムービーの一部を使用した他、サクセスモードでおなじみのキャラクター・現存12球団及び在阪3球団のレジェンドOB・KONAMI野球ゲームアンバサダーの大谷翔平が登場するものとなっている。
オープニングムービーに登場するレジェンド選手は以下の通り(登場順)。
- 大阪近鉄バファローズ・中村紀洋
- 阪急ブレーブス・福本豊
- 阪神タイガース・ランディ・バース
- オリックス・バファローズ（オリックス・ブルーウェーブ）・イチロー
- 広島東洋カープ・衣笠祥雄
- 千葉ロッテマリーンズ（ロッテオリオンズ）・落合博満
- 横浜DeNAベイスターズ・佐々木主浩
- 福岡ソフトバンクホークス・城島健司
- 読売ジャイアンツ・王貞治、長嶋茂雄
- 東北楽天ゴールデンイーグルス・岩隈久志
- 東京ヤクルトスワローズ・古田敦也
- 埼玉西武ライオンズ・松坂大輔
- 中日ドラゴンズ・星野仙一
- 北海道日本ハムファイターズ・小笠原道大
- 南海ホークス・野村克也
- 日本代表（侍ジャパン）・大谷翔平

### 他作品との連動
今作は、前作の「パワプロ2022」で作成した選手・応援歌データの連携は勿論のこと、「パワフルプロ野球 栄冠ナイン クロスロード（家庭用版）」との連動も搭載。

## 前作からの変更点・追加点
選手
- 一部のOB選手に選手の異名が名付けられた特殊能力・超特殊能力が追加された[14]。

例：「世界の王」(王貞治)、「ミスター」(長嶋茂雄)、「世界の盗塁王」(福本豊) 、「平成の怪物」(松坂大輔)「神の子」（田中将大）「アライバ」（荒木雅博、井端弘和）…など
- 特殊能力「シュート回転」の表記が「抜け球」に変更。

OB選手
- 歴代最多となる400名を超えるレジェンドOBを収録。さらに、現行12球団のレジェンドチーム及び、阪急ブレーブス・南海ホークス・大阪近鉄バファローズのレジェンドチームも収録される[15]。また、過去のユニフォームも再現されている[14]。

球場
- 過去最多クラスとなる30球場以上を搭載[15]。

実在球場では、2023年に開場したエスコンフィールドHOKKAIDO、かつて存在した阪急西宮球場や大阪スタヂアムがパワプロシリーズで初めて搭載される。一方で前作まで収録されていた札幌ドームがラインナップから外れた。
- 東京ドームのビジョンが更新され、バックスクリーン左にある「ウマ娘 プリティーダービー」の広告のキャラクターがイニングごとに変わるギミックも再現されている。
- ZOZOマリンスタジアムで佐々木朗希が先発登板した際に「ROHTO」と「京成電鉄」がそれぞれ「ROHKi」と「160km/h!!京成スカイライナー」に差し変わる仕掛けと、みずほPayPayドーム福岡で大関友久が先発登板した際に「関家具」が「大関家具」になる仕掛けも再現されている。

## ゲームモード
前作から追加、変更された内容を中心に記載する。なお、前作まで実装されたパワアリーナは廃止された。
パワフェスアドベンチャー
ゲーム性が刷新された他、歴代「パワフェス」のボスが総出演し、それ以外にも「がんばれゴエモン」シリーズの「ゴエモン」や「悪魔城ドラキュラ」シリーズの「アルカード」などのKONAMIの歴代タイトルのキャラクターが登場。さらに旧ハドソン出身の「ボンバーマンシリーズ」の「白ボン」も登場する。
「パワフルテレビ30周年記念大会」として、史上最大規模のパワフェスが開催されるという設定で、架空の島「スカウ島」を舞台に、サクセス選手を「パワフェスチャレンジャーズ」の仲間にして強化していく。
対決！レジェンドバトル
『10』、『11』に搭載されていた「対決！伝説選手」を基にした新育成モード。現役選手や歴代のレジェンド選手と1打席勝負を行っていく。
ルールは、ラウンドごとに各12球団からなるグループから対戦相手を選択。まずグループ内の4人の現役選手と対戦し、最後に登場するレジェンド選手に勝利すると次のラウンドへ進める。プレイヤーは、野手の場合は相手から安打を打つ事、投手の場合は相手を三振または凡退させる事が勝利条件。但し、規定のライフ数(ハートマークで表示)が定められており、敗戦する度１つ減っていく。ライフ数が０になった時点でチャレンジは、即終了となる。
なお倒したレジェンド選手はアレンジモードの選手アレンジで使用することが可能となる。
ある条件をクリアすると最後に、侍ジャパンの大谷翔平が登場。大谷に勝利すると「スイーパーの本」を獲得することができる。
連勝を続けているとボーナスステージが出現。サクセスキャラクターとの1打席勝負に挑戦。ボーナスステージでは負けてもライフは減らず、勝てば「特殊能力の本」や「オリジナル球種の本」を獲得できる。
サクセス
恒例のサクセスモードは、シリーズ初となる50年後の“未来”が舞台。サクセスモードおなじみのキャラクターの子孫を名乗る新キャラクターも登場。歴代の人気サクセスキャラも登場する摩訶不思議な世界線で選手を育成できる。前作アオハル学園の監督に似た姿の人物が登場するが、関連は不明。
さらに、『2010』の「プロ野球12球団」が当時のシナリオをベースに選手や球場を2024年のデータを元にしたうえでリメイクされ、前作アオハル学園の固有キャラの一部も登場。彼女は『2010』からの再登場で、フューチャーズとは異なっている。前作に引き続き「千将高校」と「サクサクセス」も搭載。
栄冠ナイン
新たに外国人OB選手が転生留学生として登場する。さらにマネージャーエディット機能が新たに搭載された。
一部の都道府県では都道府県大会の準決勝・決勝の球場が変化する。（例：北北海道、南北海道の学校を選ぶと、夏の道大会の準決勝・決勝はエスコンフィールドHOKKAIDOで行われる）
ペナント
現行12球団のレジェンドチーム並びに、阪急、南海、近鉄といったオールドチームも使用可能となる他、現役ドラフトやいわゆる大谷ルールも搭載。
記録室ではセ・パの2リーグ制が始まった1950年から2023年までの史実のチーム順位表、個人タイトル、ベストナイン、ゴールデングラブ賞などの記録を完全網羅。
マイライフ
今作では歴代の彼女キャラクターが復活。さらにペナント同様、現役ドラフトや「トライアウト」イベントも追加された。
今作はサクセスがフューチャーズと12球団編で登場する彼女が異なるためか、サクセス彼女の引継ぎ機能が無くなっている。
今作から自分の作ったオリジナルチーム・サクセスキャラを入れたチームを本モードで使用することも可能となった。
2024年からイースタンリーグ・ウエスタンリーグにそれぞれ新球団が参入したことを受け、2軍登録時のみ対戦する球団が登場するようになった。ただし現実と違い、対戦する球団は架空の球団で毎年変更され、所属選手がドラフトで指名されることもない。
LIVEシナリオ
プレイヤー自らがオリジナルシナリオを作成して配信できる新機能を搭載。
パワプロコレクション
歴代作品のタイトルアート、オープニングアート、オープニングムービーを収集して閲覧・設定・再生できる30周年記念特別モード。
パワポイントで購入して収集することができ、同じ作品のタイトルアート・オープニングムービー・オープニングアートが揃うとその作品に関する「ヒミツのハナシ」が開放される。

## 収録選手について
初期データにおける収録選手は、概ね2024年3月30日時点の新規入団・退団情報に基づく支配下登録全選手（育成枠で契約している選手を除く）とされ、それ以降に起きた以下の選手のトレード移籍、入退団および育成からの支配下登録は初期データでは反映されていない。

### アップデートの実施状況
2024年
- 2024年7月18日（発売日当日）のアップデートで、5月17日までに公示された支配下登録選手7名（うち育成からの支配下登録選手5名）が反映された。
- 2024年9月26日のアップデートで、7月31日までに公示された支配下登録選手37名（うち育成からの支配下登録選手31名）の追加と2件のトレード移籍、3名の退団情報が反映された。
- 2024年10月31日のアップデートでは、大谷翔平の活躍を受けて、大谷のデータをそれに反映させた形で修正したものが配信された[20]。
- 2024年11月26日のアップデートでは、2024年レギュラーシーズン終了時点の選手データが反映された。

2025年
- 2025年3月27日のアップデートで、2025年2月1日時点での支配下登録選手データが配信された[21][注 4]。
- 2025年4月23日のアップデートで、2025年3月25日までに公示された支配下登録選手12名（うち育成からの支配下登録選手7名）が反映された。なお今アップデートで登録された選手は所属球団ではなく「フリー枠」の選手として実装されており、場内アナウンスで使用される固有音声や選手紹介文はなく、栄冠ナインにも「転生プロ」として登場しない。同年6月2日のアップデートでフリー枠から本球団への所属、固有音声・選手紹介文・栄冠ナイン登場選手追加の反映が行われた。
- 2025年6月30日のアップデートにて、2025年6月3日までに公示された支配下登録選手12名（うち育成からの支配下登録選手11名）が前回アップデートと同様に「フリー枠」の選手として反映された。

### トレードされた選手
| NPB公示日     | 移籍元球団               | 選手名         | ⇒          | 移籍先球団               | ゲームでの反映日 | 備考                 |
| 2024年度版    | 2024年度版               | 2024年度版     | 2024年度版 | 2024年度版               | 2024年度版       | 2024年度版           |
| ------------- | ------------------------ | -------------- | ---------- | ------------------------ | ---------------- | -------------------- |
| 2024年6月25日 | 読売ジャイアンツ         | 松原聖弥       | ⇒          | 埼玉西武ライオンズ       | 2024年9月26日    | 交換トレード         |
| 2024年6月25日 | 埼玉西武ライオンズ       | 若林楽人       | ⇒          | 読売ジャイアンツ         | 2024年9月26日    | 交換トレード         |
| 2024年7月5日  | 福岡ソフトバンクホークス | 野村大樹       | ⇒          | 埼玉西武ライオンズ       | 2024年9月26日    | 交換トレード         |
| 2025年度版    |                          |                |            |                          |                  |                      |
| 2025年5月1日  | 埼玉西武ライオンズ       | 山野辺翔       | ⇒          | 東京ヤクルトスワローズ   |                  | 金銭トレード         |
| 2025年5月12日 | 読売ジャイアンツ         | 秋広優人       | ⇒          | 福岡ソフトバンクホークス |                  | 交換トレード（1対2） |
| 2025年5月12日 | 読売ジャイアンツ         | 大江竜聖       | ⇒          | 福岡ソフトバンクホークス |                  | 交換トレード（1対2） |
| 2025年5月12日 | 福岡ソフトバンクホークス | 砂川リチャード | ⇒          | 読売ジャイアンツ         |                  | 交換トレード（1対2） |
| 2025年6月2日  | 中日ドラゴンズ           | 岩嵜翔         | ⇒          | オリックス・バファローズ |                  | 金銭トレード         |
| 2025年6月17日 | 埼玉西武ライオンズ       | 佐藤龍世       | ⇒          | 中日ドラゴンズ           |                  | 金銭トレード         |

### 収録漏れ選手
| NPB公示日     | 球団                         | 選手名                 | ゲームでの反映日 | 備考                                                          |
| 2024年度版    | 2024年度版                   | 2024年度版             | 2024年度版       | 2024年度版                                                    |
| ------------- | ---------------------------- | ---------------------- | ---------------- | ------------------------------------------------------------- |
| 2024年3月31日 | 東京ヤクルトスワローズ       | 岩田幸宏               | 2024年7月18日    |                                                               |
| 2024年4月5日  | 東北楽天ゴールデンイーグルス | 清宮虎多朗             | 2024年7月18日    |                                                               |
| 2024年4月19日 | 横浜DeNAベイスターズ         | 筒香嘉智               | 2024年7月18日    | 日本球界復帰                                                  |
| 2024年4月19日 | 読売ジャイアンツ             | エスタミー・ウレーニャ | 2024年7月18日    |                                                               |
| 2024年5月5日  | 中日ドラゴンズ               | 板山祐太郎             | 2024年7月18日    |                                                               |
| 2024年5月10日 | 北海道日本ハムファイターズ   | 柳川大晟               | 2024年7月18日    |                                                               |
| 2024年5月13日 | 読売ジャイアンツ             | エリエ・ヘルナンデス   | 2024年7月18日    |                                                               |
| 2024年5月21日 | 読売ジャイアンツ             | 立岡宗一郎             | 2024年9月26日    |                                                               |
| 2024年5月24日 | 東京ヤクルトスワローズ       | 橋本星哉               | 2024年9月26日    |                                                               |
| 2024年5月24日 | オリックス・バファローズ     | 才木海翔               | 2024年9月26日    |                                                               |
| 2024年5月31日 | 千葉ロッテマリーンズ         | 吉田凌                 | 2024年9月26日    |                                                               |
| 2024年6月1日  | 福岡ソフトバンクホークス     | 佐藤直樹               | 2024年9月26日    |                                                               |
| 2024年6月3日  | 埼玉西武ライオンズ           | 菅井信也               | 2024年9月26日    |                                                               |
| 2024年6月4日  | 中日ドラゴンズ               | 岩嵜翔                 | 2024年9月26日    |                                                               |
| 2024年6月7日  | 広島東洋カープ               | 佐藤啓介               | 2024年9月26日    |                                                               |
| 2024年6月8日  | 横浜DeNAベイスターズ         | ジョフレック・ディアス | 2024年9月26日    |                                                               |
| 2024年6月8日  | 横浜DeNAベイスターズ         | 堀岡隼人               | 2024年9月26日    |                                                               |
| 2024年6月8日  | オリックス・バファローズ     | 佐藤一磨               | 2024年9月26日    |                                                               |
| 2024年6月9日  | 埼玉西武ライオンズ           | 奥村光一               | 2024年9月26日    |                                                               |
| 2024年6月19日 | オリックス・バファローズ     | ルイス・ペルドモ       | 2024年9月26日    | 日本球界復帰                                                  |
| 2024年6月24日 | 千葉ロッテマリーンズ         | 石川歩                 | 2024年9月26日    |                                                               |
| 2024年6月25日 | 埼玉西武ライオンズ           | 牧野翔矢               | 2024年9月26日    |                                                               |
| 2024年7月3日  | 東京ヤクルトスワローズ       | 中川拓真               | 2024年9月26日    | NPB復帰                                                       |
| 2024年7月8日  | 横浜DeNAベイスターズ         | マイク・フォード       | 2024年9月26日    |                                                               |
| 2024年7月8日  | 中日ドラゴンズ               | 松木平優太             | 2024年9月26日    |                                                               |
| 2024年7月11日 | 読売ジャイアンツ             | ココ・モンテス         | 2024年9月26日    |                                                               |
| 2024年7月22日 | 阪神タイガース               | 高橋遥人               | 2024年9月26日    |                                                               |
| 2024年7月22日 | 阪神タイガース               | 佐藤蓮                 | 2024年9月26日    |                                                               |
| 2024年7月22日 | 阪神タイガース               | 川原陸                 | 2024年9月26日    |                                                               |
| 2024年7月24日 | 読売ジャイアンツ             | 伊藤優輔               | 2024年9月26日    |                                                               |
| 2024年7月24日 | 福岡ソフトバンクホークス     | 中村亮太               | 2024年9月26日    |                                                               |
| 2024年7月24日 | 福岡ソフトバンクホークス     | 三浦瑞樹               | 2024年9月26日    |                                                               |
| 2024年7月24日 | 福岡ソフトバンクホークス     | 前田純                 | 2024年9月26日    |                                                               |
| 2024年7月24日 | 福岡ソフトバンクホークス     | 石塚綜一郎             | 2024年9月26日    |                                                               |
| 2024年7月24日 | 北海道日本ハムファイターズ   | 鍵谷陽平               | 2024年9月26日    |                                                               |
| 2024年7月24日 | 北海道日本ハムファイターズ   | 宮内春輝               | 2024年9月26日    |                                                               |
| 2024年7月24日 | 北海道日本ハムファイターズ   | 梅林優貴               | 2024年9月26日    |                                                               |
| 2024年7月25日 | 埼玉西武ライオンズ           | アンソニー・ガルシア   | 2024年9月26日    |                                                               |
| 2024年7月30日 | 広島東洋カープ               | 岡田明丈               | 2024年9月26日    |                                                               |
| 2024年7月30日 | オリックス・バファローズ     | 川瀬堅斗               | 2024年9月26日    |                                                               |
| 2024年7月30日 | 福岡ソフトバンクホークス     | ジーター・ダウンズ     | 2024年9月26日    |                                                               |
| 2024年7月31日 | 千葉ロッテマリーンズ         | ダラス・カイケル       | 2024年9月26日    | パワターは2024年8月23日開催のオリックス対ロッテ戦にて先行公開 |
| 2024年7月31日 | 千葉ロッテマリーンズ         | 河村説人               | 2024年9月26日    |                                                               |
| 2024年7月31日 | 千葉ロッテマリーンズ         | 菅野剛士               | 2024年9月26日    |                                                               |
| 2025年度版    |                              |                        |                  |                                                               |
| 2025年2月10日 | オリックス・バファローズ     | エドワード・オリバレス | 2025年4月23日    |                                                               |
| 2025年2月12日 | 中日ドラゴンズ               | ナッシュ・ウォルターズ | 2025年4月23日    |                                                               |
| 2025年2月18日 | 東北楽天ゴールデンイーグルス | 西口直人               | 2025年4月23日    |                                                               |
| 2025年2月19日 | 中日ドラゴンズ               | ジュニオル・マルテ     | 2025年4月23日    |                                                               |
| 2025年2月20日 | 千葉ロッテマリーンズ         | オースティン・ボス     | 2025年4月23日    |                                                               |
| 2025年2月28日 | 東京ヤクルトスワローズ       | ペドロ・アビラ         | 2025年4月23日    |                                                               |
| 2025年3月7日  | 阪神タイガース               | 工藤泰成               | 2025年4月23日    |                                                               |
| 2025年3月10日 | 北海道日本ハムファイターズ   | 松岡洸希               | 2025年4月23日    |                                                               |
| 2025年3月14日 | 横浜DeNAベイスターズ         | 九鬼隆平               | 2025年4月23日    |                                                               |
| 2025年3月14日 | 横浜DeNAベイスターズ         | 庄司陽斗               | 2025年4月23日    |                                                               |
| 2025年3月25日 | 埼玉西武ライオンズ           | 仲田慶介               | 2025年4月23日    |                                                               |
| 2025年3月25日 | 埼玉西武ライオンズ           | 黒木優太               | 2025年4月23日    |                                                               |
| 2025年3月31日 | 読売ジャイアンツ             | 戸田懐生               | 2025年6月30日    |                                                               |
| 2025年4月2日  | 中日ドラゴンズ               | 三浦瑞樹               | 2025年6月30日    |                                                               |
| 2025年4月12日 | 福岡ソフトバンクホークス     | 山本恵大               | 2025年6月30日    |                                                               |
| 2025年4月14日 | 読売ジャイアンツ             | 笹原操希               | 2025年6月30日    |                                                               |
| 2025年4月25日 | 中日ドラゴンズ               | 近藤廉                 | 2025年6月30日    |                                                               |
| 2025年5月1日  | 東京ヤクルトスワローズ       | 下川隼佑               | 2025年6月30日    |                                                               |
| 2025年5月1日  | 中日ドラゴンズ               | 岡田俊哉               | 2025年6月30日    |                                                               |
| 2025年5月7日  | 埼玉西武ライオンズ           | 日隈モンテル           | 2025年6月30日    |                                                               |
| 2025年5月15日 | 横浜DeNAベイスターズ         | ハンセル・マルセリーノ | 2025年6月30日    |                                                               |
| 2025年5月22日 | 北海道日本ハムファイターズ   | 孫易磊                 | 2025年6月30日    |                                                               |
| 2025年6月2日  | 東北楽天ゴールデンイーグルス | オスカー・ゴンザレス   | 2025年6月30日    |                                                               |
| 2025年6月3日  | 埼玉西武ライオンズ           | 佐々木健               | 2025年6月30日    |                                                               |
| 2025年6月9日  | 読売ジャイアンツ             | 山田龍聖               |                  |                                                               |
| 2025年6月9日  | 読売ジャイアンツ             | 鈴木大和               |                  |                                                               |
| 2025年6月13日 | 読売ジャイアンツ             | 三塚琉生               |                  |                                                               |
| 2025年6月20日 | 福岡ソフトバンクホークス     | 川口冬弥               |                  |                                                               |
| 2025年6月24日 | 東北楽天ゴールデンイーグルス | ルーク・ボイト         |                  |                                                               |
| 2025年7月9日  | 東京ヤクルトスワローズ       | 沼田翔平               |                  |                                                               |
| 2025年7月10日 | 埼玉西武ライオンズ           | 仲三河優太             |                  |                                                               |
| 2025年7月11日 | 横浜DeNAベイスターズ         | マイク・フォード       |                  | 日本球界復帰                                                  |
| 2025年7月12日 | 読売ジャイアンツ             | 乙坂智                 |                  | 日本球界復帰                                                  |
| 2025年7月12日 | 読売ジャイアンツ             | マレク・フルプ         |                  |                                                               |
| 2025年7月13日 | 阪神タイガース               | 早川太貴               |                  |                                                               |
| 2025年7月16日 | 埼玉西武ライオンズ           | J.D.デービス           |                  |                                                               |
| 2025年7月18日 | 北海道日本ハムファイターズ   | 宮内春輝               |                  |                                                               |
| 2025年7月18日 | 横浜DeNAベイスターズ         | 藤浪晋太郎             |                  | 日本球界復帰                                                  |
| 2025年7月20日 | 横浜DeNAベイスターズ         | ダヤン・ビシエド       |                  | 日本球界復帰                                                  |
| 2025年7月22日 | 阪神タイガース               | ラファエル・ドリス     |                  | NPB復帰                                                       |
| 2025年7月22日 | 阪神タイガース               | グラント・ハートウィグ |                  |                                                               |
| 2025年7月24日 | 中日ドラゴンズ               | マイケル・チェイビス   |                  |                                                               |
| 2025年7月25日 | 福岡ソフトバンクホークス     | 宮崎颯                 |                  |                                                               |
| 2025年7月25日 | 千葉ロッテマリーンズ         | スティベン・アセベド   |                  |                                                               |
| 2025年7月25日 | 埼玉西武ライオンズ           | 佐藤太陽               |                  |                                                               |
| 2025年7月26日 | 横浜DeNAベイスターズ         | 橋本達弥               |                  |                                                               |
| 2025年7月28日 | 広島東洋カープ               | 前川誠太               |                  |                                                               |
| 2025年7月28日 | 広島東洋カープ               | 辻大雅                 |                  |                                                               |
| 2025年7月29日 | 読売ジャイアンツ             | 菊地大稀               |                  |                                                               |
| 2025年7月31日 | 東京ヤクルトスワローズ       | 青柳晃洋               |                  | 日本球界復帰                                                  |
| 2025年7月31日 | 千葉ロッテマリーンズ         | 吉川悠斗               |                  |                                                               |
| 2025年7月31日 | 東北楽天ゴールデンイーグルス | 辰見鴻之介             |                  |                                                               |
| 2025年7月31日 | オリックス・バファローズ     | 横山楓                 |                  |                                                               |
| 2025年7月31日 | オリックス・バファローズ     | 入山海斗               |                  |                                                               |
| 2025年7月31日 | 埼玉西武ライオンズ           | 浜屋将太               |                  |                                                               |

### 引退・退団選手
| NPB公示日     | 球団                         | 選手名                         | ゲームでの反映日 | 備考                    |
| 2024年度版    | 2024年度版                   | 2024年度版                     | 2024年度版       | 2024年度版              |
| ------------- | ---------------------------- | ------------------------------ | ---------------- | ----------------------- |
| 2024年7月5日  | 広島東洋カープ               | マット・レイノルズ             | 2024年9月26日    | ウェーバー公示→自由契約 |
| 2024年7月31日 | 千葉ロッテマリーンズ         | ジェームス・ダイクストラ       | 2024年9月26日    | ウェーバー公示→自由契約 |
| 2024年7月31日 | 千葉ロッテマリーンズ         | ジュニオール・フェルナンデス   | 2024年9月26日    | ウェーバー公示→自由契約 |
| 2024年9月10日 | 北海道日本ハムファイターズ   | アンドリュー・スティーブンソン |                  | ウェーバー公示→自由契約 |
| 2024年9月27日 | 広島東洋カープ               | ジェイク・シャイナー           |                  | ウェーバー公示→自由契約 |
| 2025年度版    |                              |                                |                  |                         |
| 2025年7月26日 | 横浜DeNAベイスターズ         | ジョフレック・ディアス         |                  | ウェーバー公示→自由契約 |
| 2025年8月7日  | 東北楽天ゴールデンイーグルス | ニック・ターリー               |                  | ウェーバー公示→自由契約 |

## サクセス
本作は新規シナリオ、リメイクに加え、千将高校が前作に引き続いて続投。
前作では千将高校のみだったが、本作は全シナリオ共通で彼女の引き継ぎシステムが廃止された。

### 登場人物
スカウトである影山が未登場なのはパワプロ2010以来。
主人公（パワプロくん）
サクセスモードの主人公。大好きな野球は人一倍の持ち主。
「パワフルフューチャーズ」での50年後の未来ではプロ野球のスーパースターになっており、猪狩守とは生涯のライバル関係となっている。本人は時空旅行に出かけており、この時代には不在。
矢部 明雄（やべ あきお）
声 - 大谷育江
俊足の外野手で、主人公の親友。前作同様に千将高校を除くサクセスに登場。
「パワフルフューチャーズ」では主人公と共に50年後の未来へタイムスリップしてしまう。50年後の矢部はスーパースターでは無く、どうなっているか不明。
「プロ野球12球団編」は全球団共通としてチームメイトとして登場。
加藤 理香（かとう りか）
声 - 豊口めぐみ
大人な雰囲気の校医。部員がケガをすると優しく手当てしてくれる。「パワフルフューチャーズ」編には登場しない。
ダイジョーブ博士
声 - 堀内賢雄
肉体改造を勧めてくる謎の博士。スポーツ医学発展のために、実験体を探しに日々街を徘徊している。
「パワフルフューチャーズ」における50年後は既に故人になっており、人工知能として登場する。
ゲドーくん
声 - 豊口めぐみ
ダイジョーブ博士の助手。麻酔薬入りの吹き矢を放ち、主人公の拉致に協力する。

### パワフルフューチャーズ
キャッチボールの最中、突然空間に裂け目が出き、姿を現した女性のリゼが球団の危機を救ってほしいと頼まれる。主人公と矢部はリゼの導きにより、50年後の未来にタイムスリップするのであった。
このシナリオはプロ入りが目的では無く、VRプロリーグでの優勝と元の世界に帰還するのが目的となっている。また、主人公が2年生である為、12球団を選択する項目が無い。
システムとしては練習、イベント、デートに応じてメタヤンシーが溜まっていき、100%になると超メタヤンシーが発動。放置し続け400％になるとヤンスブレイクを発動する。しかしケガをした場合は必ず能力下がるパターンになる。発動中は休むやおでかけが出来ないが、体力を消耗しない。ただしケガ発生率が30％固定になり、ケガをしやすくなる代わりに多額の経験値を手に入れる事が出来る。ケガをするか、精神練習を行った場合はヤンスコンボは終了となる。
ゲームオーバーが存在せず、勝敗問わず必ず最終戦まで進む。ただし、勝敗によってはイベントの発生に大きく関わる。
このシナリオに限り不眠症と虫歯が存在せず、代わりにVR酔いとVR中毒が存在する。VR酔いは不眠症に似た効果で回復量が減少しメタヤンシーの獲得も半分に。VR中毒は練習中の体力減少とメタヤンシー獲得が倍になる。
モブ選手の名前は食べ物にまつわるものが多い。

#### パワフルフューチャーズ
リゼ
声 - 森なな子
パワフルフューチャーズのオーナーの娘。本名は凍美 理世（とうみ りぜ）。経営から手を引いた父に代わってオーナー代理を務めている。優秀な技術者でもある。
解散の危機にあるフューチャーズを守るため、のちのスーパースターである主人公（と偶然ついてきてしまった矢部）を未来へ誘う。
ハルキ
声 - 新祐樹
パワフルフューチャーズのエース。本名は鬼柳 青斬(きりゅう はるき)。投打ともに優れた能力を持つ。落差があるフォークが武器。絶対的スターを目指している。
元々は野球好きだが病弱な子どもだったが、プロ野球のスーパースターである主人公にお見舞いに来てくれたことから野球選手を目指すようになる。
フューチャーズの支柱としてチームメイトから大きな信頼を寄せられているが、物語の中盤トレードで「轟翼デビルアイズ」に移籍する。投打ともに高い能力の持ち主だが、最初の2試合でしか使えない。
アオ
声 - 青木瑠璃子
パワフルフューチャーズのリリーフ投手。本名は早川 碧（はやかわ あお）。オリジナル変化球は「アクアマリンボール」。
早川あおいの遠縁の親戚で、彼女に憧れて目標としている。
ツンツンした性格で、敗戦処理ばかりさせられていることでさらに冷めた性格になっている。
中継ぎ適正のみで、早川あおいと似た能力の持ち主。
キリヤ
声 - 亀山雄慈
パワフルフューチャーズの内野手。本名は二戸 霧矢（ふたど きりや）。
元プロ野球選手だったが、自打球による負傷が原因で選手生命を絶たれたことによりVR野球へ転身する。ロックシンガー・江藤ワイルドの大ファン。
トオル
声 - 小松昌平
パワフルフューチャーズの主力打者。普段は外国に住んでおり、英語交じりの言葉遣いをする。
ネガティブな性格だが、チャンスに強い強打者。正体はサクセスの最後に判明する。
ピグダ
声 - 前田誠二
パワフルフューチャーズの若手捕手。本名は井ノ原 拓馬（いのはら たくま）。
プロ野球選手ファンで、特にスーパースターである主人公には崇拝に近い感情を抱いており、彼に関するマニアックな知識まで網羅している。

#### 彼女候補
パワフルフューチャーズにおける彼女候補。彼女になるとパワフェスと同様に特殊能力が追加する効果を持つ。
ルーア
声 - 白砂沙帆
リゼの妹。本名は凍美 ゆるあ。弱気な性格。将来の夢は菓子職人。
つゆは
声 - 古賀葵
動画配信者でフューチャーズの公式応援ライバー。本名は宇井 露羽（うい つゆは）。
リューコ
声 - 伊藤彩沙
流行を追うのが大好きなギャル。本名は速利 優心（はやり ゆこ）。父親はフューチャーズのコーチ。
アイ
声 - 会沢紗弥
フューチャーズのウグイス嬢。美声の持ち主。
その正体は、現実世界で肉体を持たない人工知能。

#### 猪狩カイザースV
唯一モブ選手の名前は一般的な苗字となっている。
カオル
声 - 高橋英則
カイザーズVのエース兼4番打者。本名は猪狩 薫（いかり かおる）。祖父は猪狩守。
祖父とは似ても似つかないいかつい外見の大男のアバターを使っているが、現実世界では可憐な美少女。1年目の試合に勝利し、そこから発生するイベントが最後まで最後まで進むと正体を現す。
青春ドラマのような熱い友情に憧れている。
ゲームの勝敗・進行によってオリジナル変化球「カオルシェイクＶ」を習得する。
猪狩 守（いかり まもる）
猪狩コンツェルン総帥兼猪狩カイザース監督でカオルの祖父。主人公とはライバル関係にあった。
50年の時を経ているが、髪型がオールバックになっている以外は特に容姿は変わっていない。
2年目のシーズン最終戦でVRプロリーグ復帰。

#### 轟翼デビルアイズ
モブ選手の名前はネット用語から引用されたものが多い。「カミテル」は「神ってる」、「つみげ」は「詰みゲー」のように。
蘆木 央那（あしき おうな）
声 - 青山穣
轟翼デビルアイズのオーナー。
過去の出来事から常勝チームを作り上げることに異常な執念を燃やし、反則スレスレの行為や他チーム主力選手の強引な引き抜きなどを行っている。
リゼが開発していたAIを盗み出し、デビルアイズの選手を操る等悪事を行うも、猪狩守と協力した主人公やリゼ達パワフルフューチャーズの面々の活躍に加え、さらに真実を知ったデビルアイズの面々からも見限られてしまい、全ての悪事が暴かれて完全に没落した。エピローグではハルキの口から逮捕されていた事が語られる。
ヒトセ
轟翼デビルアイズの主砲。本名は人瀬 是唐（ひとせ これから）。実年齢は90歳を超える元プロ野球選手。
自尊心が高く、周囲の迷惑を顧みない頑固で自分勝手な性格。
大記録を打ち立てることで、人々の記憶に残り続ける選手になることを野望としている。
ミカド
轟翼デビルアイズの捕手。本名は月野（つきの）みかど。女子高生選手。
惚れっぽく積極的なものの、失恋を繰り返している。言葉遣いはガサツだが根は純真で心優しい性格。
物語の展開によっては蘆木の不正に加担したことに関してカミテルらと共にリゼに率先して謝罪に訪れる。
カミテル
轟翼デビルアイズの内野手。本名は振井 公照（ふれい きみてる）。幼い少年。
あらゆるジャンルのゲームを得意とするプロゲーマーで、プログラミングも得意。
プライドが高く他人を見下した挑発的な言動が多いが、物語によっては主人公達との関わりや蘆木の不正に加担したことをハルキから叱咤されたことで過ちを悟り、自らの意思でチームメイト共々リゼに謝罪し和解する。

#### 総統エンペラーズ
モブ選手の名前は恐竜にちなんだもの。
ジョー
声 - 斉藤壮馬
総統エンペラーズの主力打者。本名は友沢 承（ともさわ じょう）。大叔父は友沢亮（亮の弟の孫）。遊撃手。
守銭奴で、友沢亮と同じく様々なアルバイトをこなして金稼ぎに奔走している。動画配信者つゆはの大ファンでもある。
亮よりも陽気で熱血漢な性格であるが、野球に関してはストイックな努力家であることは同じ。

#### 戦国サムライズ
モブ選手の名前は武将の姓名やそれにちなんだワードとなっている。
団子
声 - 榊原優希
戦国サムライズの主力選手。本名は黒豆 団子（くろまめ だんご）。ゼンザイの子孫で黒豆あずきの孫。捕手。
時代錯誤なもののふ言葉を使い、チームメイトたちは彼の家臣のように振舞っている。
普段は若者言葉を使う祖母思いの普通の少年だが、チームも団結し、ファンの受けもよいことから古風なキャラを通している。

#### 惑星スターズ
モブ選手の名前は太陽系を含めた星の英名。
グレイ
単眼で大きな頭部と青白い肌をした謎の人物。同じ外見をした仲間が何人もいる。
主人公たちから野球を教えてもらい、その面白さを知る。主人公たちは宇宙人のアバターを使っていると思っていたが、太陽系外からやってきた本物の宇宙人。
シーズン開幕戦前に登場した場合、イベントの進行次第で「惑星スターズ」に加入する。イベントが発生するとスターズのすべての選手が彼の顔設定になる。

#### その他
江藤（えとう）ワイルド
大人気ロックシンガー。
フューチャーズの選手たちの間で時折話題に挙がる。
実は現実世界のトオルであり、主人公以外の選手はトオルの正体が江藤ワイルドだと知った時はかなり驚いていた。

### プロ野球12球団
内容は2010と同様だが、新たに未登場のサクセスキャラが12球団のチームメイトとして追加された。基本的にeBASEBALLプロリーグのパワプロ女子が所属するチームに在籍している他、友沢と東條が所属するチームが異なる。

#### 旧作と異なる点
- データはすべて2024年度（アップデートでは2025年度）のものになっている。
- 『2010』で登場しなかった「第一世代」よりも上の年代(ヤクルトに入団したはずの一ノ瀬・二宮など)が登場している。

#### シナリオ紹介
太文字はイベントを勧めると現れるサブタイトル名。
阪神タイガース
「ワイ流!　オリジナル練習」
タイガースで変化球を武器に活躍する中継ぎピッチャー「阿畑やすし」は、オリジナルの練習方法で今日も周囲を驚かせるのだった。阿畑のオリジナル練習で自分だけの「オリジナル変化球」を獲得できるか。
広島東洋カープ
「Let's 熱血行進曲!」
主人公は広島東洋カープの選手。ある日、紅白戦で奮わなかった主人公に「鉄人」と呼ばれた広島の名物コーチ「山笠幸男（やまがさゆきお）」が声をかける。普段は怖い人と思われていたコーチが、主人公を気遣った理由には過去の出来事があった。
横浜DeNAベイスターズ
「親子でつかめ、ハマの星!」
主人公の父親は海外で活躍する研究者。少年時代は親子で野球をしたこともあったが、最近はずっと離れ離れだった。そんなある日、主人公の父親は突如帰国し球団のコーチになるのだった。研究者だった父が球団に戻った理由にはある秘密の研究が関係しているらしい。
読売ジャイアンツ
「エースナンバーを背負う者」
主人公と「猪狩守」は同期でジャイアンツに入団した。猪狩は1軍で活躍し、次期エースとして頭角を現して行ったのに対し、主人公は2軍のままパッとしないでいた。そんなある日、主人公は猪狩に直接対決を挑む。結果は主人公の敗北に終わり、実力差は誰の目にも明らかに見えた。しかし、猪狩だけは主人公に隠れた実力があることに気づいていた。
東京ヤクルトスワローズ
「有言実行、コミット宣言!」
スワローズで強肩が評価されているキャッチャー「藤平陽光」は未だ1軍と2軍の間を行ったり来たりする選手だった。彼はある日、球団のオーナーが変わるという噂を耳にする。
中日ドラゴンズ
「ベテランの資格」
ドラゴンズには「ミスタードラゴンズ」と呼ばれる40歳の大ベテラン選手「長谷川高文」がいた。彼は主人公に次代を担う中心選手になるようにと、様々な助言をする。彼は主人公の実力を見抜いていたのだった。
オリックス・バファローズ
「コーチは選手をヤル気にさせる」
オリックスの「猪狩進」はジャイアンツの「猪狩守」の弟で、兄とは対照的にやさしい心の持ち主だった。キャンプ終了後、コンディショニングコーチの井野コーチが引退。後任の破賀コーチは若いが指導経験が豊富で、数々の一流選手やサッカーチームを育ててきた実績を持つ、スポーツ界の伝説のコーチであった。
千葉ロッテマリーンズ
「追いつけ追い越せ! 友情特訓」
マリーンズでプロ野球初の女性選手となった「早川あおい」はアンダースローの独特のフォームが特徴で美しい外見から人気を得ていたが、実力的にはいまひとつ結果を残せていなかった。彼女は真のプロ野球選手として活躍するため、特訓を開始する。
福岡ソフトバンクホークス
「集えファン！目覚めよ鷹の怪物」
「梅上国夫」はかつては三冠王に輝いたこともある選手だが、ケガで打撃不振になってからは指名打者や代打での起用が多くなっていた。かつては「鷹の怪物」として恐れられた彼は再び過去の栄光を取り戻すため、ある決意をするのだった。
東北楽天ゴールデンイーグルス
「神樣、仏様、ラッキーアイテム様！」
イーグルスの選手「坂本ゲン」は入団ホヤホヤのルーキー選手。彼はおしりを叩くという妙なクセがあった。どうやら彼はゲンを担いでいるらしく、このおしりを叩く動作のお陰で入団早々1軍に入ったらしい。彼のおしりを叩くおまじないの秘密とは…。
埼玉西武ライオンズ
「とりつき★ランデヴー」
ライオンズの選手である主人公は、ある日、頭にボールの直撃を受ける。病院に運ばれ手当てを受けた主人公は、それ以来幽霊の声が聞こえるようになる。
北海道日本ハムファイターズ
「お姫様の言うとおり」
「井野姫渚」はファイターズのコンディショニングコーチ井野至の一人娘。彼女は子供でありながら父親に負けず劣らずの知識を持ち、練習場に出入りしては選手達を指導するいわば、裏コーチのような立場になっていた。そんな彼女にはとある秘密があった。

### 登場人物
- 舞台はいわゆる「第一世代」に戻っている。
- 物語は2月1週から始まるが、誕生日の関係上、年齢は一年目の2024年7月1日時点のもの。
- 『2024-2025』ではボイスと新規イベントおよびキャラが追加された。だが前作では搭載されていたキャラも今作では搭載されていないキャラも存在している。

主人公（パワプロくん）
期待の新人として高卒プロ入りを果たすも、結果を出せず三年間を二軍で過ごした選手。21歳
プロ入り前は母と二人暮らしだった。プロ野球選手として一軍昇格と、球団を代表する選手を目指す。
矢部明雄
声 - 大谷育江
主人公の親友。全ての球団で相棒を務める。能力はパワポタ3、4と同じで、守備練習を得意とする。21歳。
友情タッグトレーニング開始イベントではファンからブーイングを受け、そもそも野球を始めた理由が『パワプロ5』の高校時代同様、漫画研究会に入るつもりが友人に強引に誘われるがまま野球部に入部されたことを語っている。
猪狩守
声 - 土岐隼一
主人公の永遠のライバル。左投左打の投手。キザで高飛車な性格だが、陰日向なく努力を怠らない。21歳。
プロ4年目にして読売ジャイアンツの次期エース候補で、この世代が猪狩世代と呼ばれるほどの実力。野手としての実力も一流で、投手育成の際は打者として対決する。
決め球をライジングショットとしていたが、条件を果たすと敗戦投手になったことで高校レベルの球だと断じて、新たな決め球「ライジングキャノン」に進化させる。
日本シリーズ直前では最後の戦いに向けて主人公と特訓し、今回はポン菓子器を強引に用いて日本シリーズでは髪型をアフロにすると同時に能力が凄まじく上昇し、プロ野球最強クラスの能力になる。その為今作では「通常」「ライジングキャノン」「アフロ」3パターンの選手データがある。
猪狩進
声 - 市川太一
右投左打の捕手。猪狩守の弟。オリックス・バファローズのクリーンナップであり正捕手。兄とは違い礼儀正しい性格。高卒3年目、20歳。
現アメリカのレギュラーリーグの投手である神童裕次郎を尊敬しており、数年前までバッテリーを組んでいた。条件を果たすと活躍できない神童を見て自身も不調になるが、それを見た兄に本音を指摘され、神童の球を最大限に引き出すためにレギュラーリーグに挑戦する。
阿畑やすし
声 - 岩崎諒太
変化球が持ち味の中継ぎ投手でコテコテの関西人。オリジナル練習で周囲を驚かせる。過去シリーズでは中日ドラゴンズに在籍していたが、リメイク同様に阪神タイガースの選手。22歳。
オリジナル練習を考案するのが得意。
早川あおい
声 - 青木瑠璃子
日本プロ野球初の女性選手。アンダースローの投手。女性であることと端正なルックスから人気があるが、いまひとつ結果を残せていない。高卒4年目で、21歳。
七瀬はるか
千葉ロッテマリーンズ編のみ登場。中学以来のあおいの親友。あおいが練習に打ち込めるよう、彼女の私生活でのサポートに勤しんでいる。21歳。
樽本有太
北海道日本ハムファイターズ編に登場する守護神。豪速球とスライダー変化球を武器とし、人気も高いが、既婚者でもある。パワポタ3で海東高校のエースとして登場した。『2010』同様オリジナル変化球「ジャイロスライダー」を覚えるイベントがある。高卒5年目、22歳。
主人公の母
声 - 森なな子
全球団で登場する主人公の母。徹底した現実主義者であり、息子の主人公には些細なことでも言い訳や妥協を許さず厳しく叱り飛ばしているが、全てプロ野球選手としての活躍と自覚を持つことを願ってのことである。
主人公の正式の父親となる夫とは既に死別しており、現在は別の夫と婚約している。
一軍監督
全球団共通で現実の2024（バージョンアップ版では2025）年度の実際の監督が一軍監督として登場する。セリフはどの球団でも同じである。
三浦弘
全球団共通の二軍監督。厳しい面も多く見せるが、選手を一人前にしたいという想いによるもの。特に主人公と矢部に対しては内心期待をよせている。
轟三夫
全球団共通の打撃コーチ。大柄で「野球はパワー」と語る。
河辺鉄
全球団共通の守備走塁コーチ。「野球は守備」と語る。それゆえ轟コーチとは仲が悪い。少々嫌味っぽい面も見せる。
百宮桂太
全球団共通の投手コーチ。気のいい性格をしている。練習に加わらず、遊んだりデートばかりしていると主人公に注意することがある。
井野至
全球団共通のコンディショニングコーチ。やせ形の体型をしている。井野姫渚という娘がいる。オリックス編ではコーチを辞任するところからシナリオが開始する。
山本源太郎
全球団登場するオーナー。スキンヘッドと威厳のある顔立ちが特徴で、監督も頭が上がらない。
主人公の年俸を、成績の良し悪し関係なくプレイ1年目はこれまでと変わらない額にするが、今後のタイトル取得次第では気を良くし、年俸を上げ「ミスター（球団名）」の称号を与えてくれる。ライオンズ編では試合前に現れることもあったり、夢の中でも登場するなど定期イベントでは出番が多くなる。
鉢柳力
20年目を迎える今もなお阪神タイガースのクリーンナップを打つ二塁手。パワーと巧打を兼ね備えたバッティングが持ち味。指導力も「引退してもコーチとしてやっていける」と言わしめるほど高いが、本人は現役であることにこだわっている。
山笠幸男
声 - 後藤光祐
広島東洋カープのヘッドコーチ。現役時代は強打の三塁手として活躍していた。
指導は厳しいが内容は的確で選手や監督からの信頼も厚い。次期監督になれると誘われていたが、本人はこれを辞退する。
主人公の父
声 - 高橋英則
横浜DeNAベイスターズ編のみに登場する。主人公の父。ある目的のため世界中を回っているが、突然日本へ帰国した。
実は主人公の本当の父親でなく、主人公の母とも籍は入れていない。
西武編ではセリフのみ登場する。
浜崎庄司
声 - 前田誠二
DeNAのベテラン中継ぎ投手。本人は渋いことをかっこいいと思っている。バイクをこよなく愛しているが、乗っているのは50ccの原チャリで、いまいちキマっていない。「浜崎軍団」なるファンクラブがあり、総督として会員から慕われる。『2010』のエンディングでは主人公の父の仲介で結婚した。
藤平陽光
声 - 亀山雄慈
東京ヤクルトスワローズの強肩捕手。打撃に難があり、一軍への定着を果たせておらず、二軍一軍を行き来している。新オーナーから新たに執行されたランク制度を快く思っていない。
プライドが高く横柄な言動が目立つが、次第に現状に甘んじない主人公を認めるようになる。
古畑貴雄
ヤクルトの新オーナー。前オーナーの愛人の息子であると矢部は噂を語るが真相は不明。全選手ランク分けの「グレード」制度を制定する。低確率で「センス○」になれる高級な背広を譲ってもらえる。
長谷川高文
声 - 吉田和生
「ミスタードラゴンズ」と呼ばれている中日ドラゴンズのベテラン。得意練習は精神練習で盆栽が趣味。
破賀唯菜
声 - 吉岡茉祐
井野の後任となる女性コーチ。オリックス・バファローズ編のみ登場。若いが、サッカーやバスケット等で既に多くの実績を上げている伝説的存在。
友沢さん
破賀の知り合いで器材メーカーの主任。練習機材を一定期間トライアル強化してくれる。
ミック･ファンク
ロッテ編に登場する助っ人外国人選手。右投左打の二塁手。元レギュラーリーガー。日本の野球を見下している。本人曰く胸毛に自信があるらしい。
梅上国夫
声 - 山根雅史
福岡ソフトバンクホークスの一塁手。かつては三冠王を獲得し、「鷹の怪物」としてファンから親しまれていたが、現在は指名打者としてのスタメンオーダーが多くなる。
さすらいのジョン
ソフトバンク編に登場する犬。謎の研究員の実験により人間の言葉を話せる。見た目はガンダーと似るが、首輪の色が青く、眉毛のようなものがあるのが異なる。彼とガンダーの何番目かを当てるイベントもある。
主人公や矢部に物乞いしてくるが、毎回断られている。普段はみずほPayPayドーム福岡周辺をうろつくことが多く、選手事情に詳しい。
坂本ゲン
声 - 小松昌平
東北楽天ゴールデンイーグルスの高卒新人選手。俊足が武器で、ポジションは遊撃手。試合前には自分のおしりを叩いているが、これは縁起がいいと言われる彼の着用している「赤いパンツ」にある秘密がある。イベントによっては主人公に諭されて、運任せの自分を恥じ、自力で成績を残すように努める。学生時代はイジメに遭っていた。「こんにゃく打法」が武器。
あやしい物屋の店主
楽天編に登場。占い師の様な恰好をしており、終盤ゲンとのパンツの想いを断ち切った時に、カレンと共に一瞬のみ登場。元々このパンツはカレンがあやしい物屋に頼んで作ってもらった物だが、ひょんなことからゲンにわたってしまったことが真相だった。
西田武（ゆうれい）
声 - こばたけまさふみ
西武編に登場する「キャピキャピの23さいの『遊田麗子』」を自称する霊的存在。フとした事で主人公にだけ声が聞こえるようになった。姿が見えるようになると西武二軍選手寮にて同居生活を送ることに。
その正体は野球選手で一軍昇格の年、交通事故で亡くなった男の幽霊。試合前に敵チームの戦力や自身のやる気を下げたり、彼女がいると、茶化すなど少々迷惑だが、いずれかの能力が高いと本格的に野球に付き合ってくれる。焼き芋が好物でよくオナラをする。
エピソードで、主人公の本当の父親であったことが明らかになる。
井野姫渚
声 - 木野日菜
井野コーチの娘。元気にふるまうが難病に苦しむ。日本ハム編のみ登場。主人公を気に入り、「オマエ」とよび、語尾が「～じゃ」と古風な口調をしている。
マイク・マックス
主人公が野手の時に入団する助っ人外国人。自称世界ナンバー1ピッチャーで、実際に実力もかなり高い。豪速球投手として色んな球団を回ってきたらしい。球団を問わず順位が低いチームを選択すると登場。
ボブ・ジェット
主人公が投手の時に入団する助っ人外国人。クリーンナップを張っており、パワーがかなり高い。助っ人として色んな球団を回ってきたらしい。球団を問わず順位が低いチームを選択すると登場。
細川美癒
声 - 本泉莉奈
彼女候補の一人。パワフルスポーツのキャスター。唯一「こんばんは、パワフルスポーツの時間です。」と「以上、パワフルスポーツからお伝えしました。」のみボイスが入る。
今作ではLIVEシナリオモードでの読み上げも担当する。
白井雪
声 - 青山吉能
彼女候補の一人。プロゴルファー。感情を表に出さず、ストイックな性格で自他共に厳しいが、世間知らずな一面もあり、友達がいない。
入江真琴
声 - 田中貴子
彼女候補の一人。年齢不詳。一人称が「ボク」など少年(？)のような女の子。主人公を中学時代から知っていたようで、姫野カレンとは選手応戦団の仲。
姫野カレン
声 - くじら
『パワプロ7』以降多くの作品に登場し続けている彼女キャラ。本作では意図的に交際する事が出来ず「彼女」にもならないが、「デート」イベントは用意されている。

#### 阪神
小山雅
非力だが巧打と堅守が光る遊撃手。頑張り屋だが体力がついていかないこともある。 甘いものが大好き。『2011』のサクサクセスではソフトバンクに所属していたが、今作では阪神に所属している。

#### 広島
猛田慶次
外野手。豪快な性格の野球バカ。追い込まれた時の勝負強さはかなりのもの。 工務店の息子で、野球道具の補修はお手の物。
木場嵐士
真っすぐで熱い男。「爆速ストレート」を投げる本格派左腕で、打者としてもクリーンナップを任されるほどの打撃を持つ。
気性は荒いがサッパリした性格。妹の静火のことはやたらと心配している。
本作は後輩という設定になっている為、シスコンっぷりがかなり強調されている。

#### DeNA
六道聖
声 - 高橋李依
巧打とリードに長ける捕手。感情をあまり出さず淡々としている。 甘党でパワ堂のきんつばが大好物。
アンヌ・安生・アズナブル
eBASEBALLプロリーグからの逆輸入。パワポケシリーズに登場したアルベルトの妹である。兄と間違われ球団に指名された女子投手。 アメリカ出身。気が強いが、きさくで付き合いやすい。そばかすを気にしている。

#### 巨人
十六夜瑠奈
eBASEBALLプロリーグからの逆輸入。ユニークな練習法を持つ、才色兼備の二刀流である。主人公とは旧知の仲らしい。一生懸命な人が好き。
十六夜満
走攻守三拍子揃ったイケメン大型内野手。常に女性ファンに囲まれている。 姉の瑠奈には全くと言っていいほど頭が上がらない。こちらは前作のアオハル学園の裏ボスである月光学院高校からの登場。

#### ヤクルト
一ノ瀬塔哉
多彩な変化球と制球力が武器のエース。人望があり誰からも慕われている。 あかつき大附属高校出身。
二宮瑞穂
強肩強打の捕手で熱い性格の持ち主。 一ノ瀬とは高校時代からバッテリーを組んでいる。
本作は藤平が正捕手として固定されている為、代打要員として登場。

#### 中日
山口賢
尊大な性格の左腕。鋭く落ちるフォークボールが武器。
大学球史最高の右腕と称されたが、右肩を故障し、左投げに転向。 帽子を脱ぐと優しくなる。
大卒設定ではあるが、主人公と同年代。
大西＝ハリソン＝筋金
150キロ越えのストレート、豊富なスタミナ、多彩な変化球を持つ左ピッチャー。 ロボットのようなしゃべり方をする。
『2011』では育成選手として指名されたが、本作では支配下登録されている。

#### オリックス
獅乃木琢磨
勝利が絶対の実力至上主義者。ストイックで努力家である。 努力しない、もしくはしていないように見える者には容赦なく罵詈雑言を浴びせる。
今作は後輩設定の為、入団経緯は不明。
『2022』のサクサクセスでは日本ハムに所属していたが、本作ではオリックスに所属している。

#### ロッテ
出井田文飛
礼儀正しい後輩。頭に乗っている文鳥「文太」は口が悪い。 兄・大輔と、野球選手育成サポートシステム「出井田メソッド」を開発している。

#### ソフトバンク
闇野栄剛
スポーツ万能、頭も良く弱点のない後輩。 達観した雰囲気だがプライドが高く負けず嫌いな面もある。まれにゾクゾクするような不思議な迫力を見せている。
田団田ダン
困っている人を見ると放っておけない、心優しきタフガイである。 高校時代からの彼女を幸せにするため、日々野球の練習に励んでいる。

#### 楽天
橘みずき
声 - 愛美
「クレッセントムーン」が武器の後輩投手。おてんばで勝気だが、実はお金持ちのお嬢様。 プリンが大好きで、主人公はよく怒る。坂本ゲンと同期入団。
『2010』のエンディングではあおいのファンとして登場したが、今作は選手として登場する。

#### 西武
東條小次郎
クールなパワーヒッター。主人公の後輩でポジションはサード。野球への妥協ない姿勢は特筆もの。 メガネをかけると、なぜか物腰が柔らかくなるらしい。
虹谷誠
七色の変化球をあやつる超一流投手。野手としても優秀で誰もが認める天才だが、女好きにも「超」がつく。 姉の彩理には頭が上がらないようで、彼女の前では真面目に振る舞っている。

#### 日本ハム
友沢亮
声 - 斉藤壮馬
天才的な野球センスを持つ、走攻守三拍子そろった遊撃手。スイッチヒッター。 努力至上主義で、天才と呼ばれるのを嫌がっている。『2011』および『2022』のエピローグでは野手として西武に指名されたが、今作では日本ハムに所属している。
美一式高伊
豊富な球種と高い制球力で打者を翻弄する投手。よく練習をサボるが、裏では練習の虫である。 ファンイベントではステージにも立つアイドル的存在。

### 千将高校 君がキャプテンだ！
シナリオの内容に大きな変更はなし。本作より千将の集いが新たに追加された他、栄冠ナイン同様にマネージャーエディットが出来るようになった。
矢部じい
千将高校の監督。

## マイライフ
今作の彼女候補はすべて過去作からの復刻。また、オリジナルチームでのプレイが『2016』以来8年ぶりに可能になった。

### 主な登場人物
奥居 紀明（おくい のりあき）
主人公の同期。
すみお
主人公の所属する球団の寮長。
名字は各球団の二軍本拠地の地名から取られている（例：阪神→「鳴尾浜 すみお」、巨人→「川崎 すみお」など）。

### 彼女候補
今野 早矢（こんの はや）
『13』・『ポータブル3』に登場。寮長・すみおの姪。性格は『13』準拠のものとなっている。
隠岐 志保
パワフルスポーツのアナウンサー。『10』が初出であるが、当時は苗字が無かった。
佐倉 愛
『12』の5年目以降に登場。パワフルスポーツのアナウンサーを寿退社した志保から引き継ぐ。
加賀美 秋穂
『11』に登場。料亭の女将。
華形 居織
『15』に登場。フライトアテンダント。
八代 麻耶
『2011』 - 『2014』に登場。女優。
御影 きずな
『パワポタ4』に登場。警察官。
平岡 あやめ
『2012』 - 『2014』に登場。大手商社・四ツ星商事の受付嬢。

## パワフェス・アドベンチャー

### ストーリー
パワフルテレビ30周年を記念し、スカウ島をまるごと使った最大規模のパワフェスを開催する事になった。しかし、魔王サッたんが復活し、仲間が散り散りに飛ばされた。
主人公と矢部はパワフェスを取り戻すべく仲間を集めながらサッたんに挑む。

### システム
前作のパワフェスと大きく変わっており、マスを進んで仲間を集めボスを目指す。ボス戦の前にターン数が無くなるか、ボス戦に敗北するとゲームオーバーになる。
ミニゲームが存在しており、勝利すればスカウト成功になるが、敗北するとスカウト失敗に終わり、スカウトが出来なくなってしまう。
前作まではチームを倒すとまとめてゲット出来たが、本作は選手を集める形式に変更された。その為、加入出来ないプロ野球レジェンズは本作には登場しない。なお熱盛、響乃、ジュリアスが仲間にした状態の場合のみまとめて獲得出来る。

### 登場キャラクター

#### 登場人物（パワフェス）
主人公（パワプロ）
主人公。名前は自由に設定できる。パワフル高校の野球部員。これまでのパワフェスを経験していおり従来より年齢は上らしく、会うボスのことを知っていたり、大学生のキャラにタメ口を使う。
「パワフェスチャレンジャーズ」の一員としてパワフェスに参加する。
矢部 明雄（やべ あきお）
お馴染み主人公の相棒。パワフル高校の野球部員。主人公と共に個人エントリーする。
「パワフェスチャレンジャーズ」の一員としてパワフェスに参加する。
熱盛 宗厚（あつもり むねあつ）
声 - 金光宣明
PTVの名物男性アナウンサー。『2016』の第一回パワフェスから引き続き登場。
響乃 こころ（ひびきの こころ）
声 - 永野愛理
『チャンピオンシップ2017』で初登場したPTVの女性アナウンサー。
轟 ハルカ（とどろき はるか）
声 - 大井麻利衣
前作より登場。シリーズ初となる女性実況アナウンサー。理論派の実況を得意としている。
ハワード・レイヴン
声 - 平林剛
前作に登場した宇宙系開発企業「レイヴン・テクノロジーズ」のCEO。一代で大会社を築き上げた傑物。
サッたん
声 - 大久保瑠美
パワフェスを襲った張本人。なお「サッたん」は略称であり、本名はかなり長い。
千年の封印から蘇ってしまった地獄の魔王。こんなに可愛いのに、星を破壊できるほどのパワーを持つ。「厄友」をしたいがために主人公たちをスカウ島に閉じ込めてしまった。
歴代ラスボスを総出演することが最初から決まっており、呼び出す為にサッたんが誕生した。

#### ボスキャラクター
熱盛宗厚
パワプロ2016に登場したボス。
クイーンココロ
パワプロ2018に登場したボス。
フォイボス
パワプロ2020に登場したボス。
霊武
パワプロ2022に登場したボスで隠しボス。
対戦するにはアラン、クロンを編成する必要がある。
Ω鳴海
パワプロヒーローズに登場したボスで隠しボス。パワフェスには初参戦。
道中であるアイテムを入手し、通常ボスとの試合で特定の条件を満たして勝利すると対戦できる。

#### KONAMIキャラクター
KONAMIの歴代タイトルのキャラクターたちが登場。条件が揃えば仲間に加えることができる。
- ネイキッド・スネーク（メタルギアソリッド）
- 藤崎詩織（ときめきメモリアル）
- ピラミッドヘッド（SILENT HILL）
- 白ボン（ボンバーマン）
- アルカード（悪魔城ドラキュラ）
- ゴエモン（がんばれゴエモン）
- パステル（ツインビー）

#### 追加キャラクター（2025年版）
2025年版のアップデートにて「ダイヤのA」のキャラクターが追加された。eBASEBALLパワフルプロ野球2020で登場したメンバーに加え「actII」からベンチ入りしたメンバーや対戦校の選手も登場する。

### ミニゲーム
ミニゲームは全部で6種類ある。マス目にいるサクセスキャラクターとの対戦方式で、勝利すれば「スカウト成功」となり、対戦相手のサクセスキャラクターを自軍の仲間にすることができる。
- 「試合」：文字通りスカウト選手が所属するチームと試合（規定イニング3回）をして勝つとスカウト成功となる。
- 「盗んでナンボ！」：盗塁をし、その結果で点数が決まり、目標点数を超えるとスカウト成功となる。
- 「一打席勝負」文字通り一打席勝負をスカウト選手をして、その結果で点数が決まり、目標点数を超えるとスカウト成功となる。
- 「鉄壁！華麗！守備職人！」守備操作をし、その守備の上手さで点数が決まり、目標点数を超えるとスカウト成功となる。
- 「早押し！選球眼！」ボタンを押して、ボールかストライクかを判定して、正解すると点数が増える、目標点数を超えるとスカウト成功する。
- 「ふらふらフライキャッチ」外野手を操作し、フライボールを取る。その結果によって点数が決まり、目標点数を超えるとスカウト成功となる。

## レジェンドチーム
今作品では、現行12球団並びに在阪3チーム(阪急・南海・近鉄)、合わせて15のレジェンドチームが登場。
各チームには、それぞれ29人(投手：12人、野手：17人)の選手が用意され、中にはアレックス・ラミレス(ヤクルト・巨人)や落合博満(ロッテ・中日)といった複数チームに所属する選手もいる。
但し、新庄剛志（阪神・日本ハム）や今江敏晃（ロッテ・楽天）といった監督・コーチや現役の日本人メジャーリーガー等、一部のOBはレジェンドチームに所属していない。
2025年度版データでは、松中信彦（ソフトバンク）ら2025年シーズンよりコーチに就任したOBのほか、清原和博（西武）が新たに収録された一方、球団から退団または配置換えになった監督・コーチのデータが削除された。栄冠ナインに該当OBが所属するデータを引き継いだ際、該当選手の名前・顔データはパワプロくんの物へ自動で差し替えられる。

### レジェンドOB選手一覧
登場するOB選手は以下の通り。カッコ内は、データの元となったシーズン年。
阪神タイガース
- 村山実（1966）
- 江夏豊（1968）
- 井川慶（2003）
- 藪恵壹（2002）
- 小林繁（1979）
- 藤浪晋太郎（2015）
- 能見篤史（2012）
- 久保田智之（2007）
- 小山正明（1962）
- 遠山奬志（1999）
- ウィリアムス（2007）
- 藤川球児（2006）
- 田淵幸一（1975）
- バース（1986）
- 岡田彰布（1985）
- 掛布雅之（1979）
- 鳥谷敬（2010）
- 金本知憲（2005）
- 赤星憲広（2005）
- 真弓明信（1985）
- 今岡誠（2005）
- 矢野輝弘（2003）
- 藤田平（1981）
- 和田豊（1994）
- 藤村富美男（1949）
- 吉田義男（1956）
- 八木裕（1990）
- 川藤幸三（1986）
- 桧山進次郎（2004）

広島東洋カープ
- 北別府学（1986）
- 川口和久（1991）
- 大野豊（1988）
- 黒田博樹（2006）
- 佐々岡真司（1991）
- 前田健太（2012）
- 外木場義郎（1968）
- 永川勝浩（2008）
- 小林幹英（1998）
- 江夏豊（1979）
- 横山竜士（2008）
- 津田恒実（1989）
- 達川光男（1986）
- 新井貴浩（2005）
- 菊池涼介（2016）
- 衣笠祥雄（1984）
- 野村謙二郎（1995）
- 金本知憲（2000）
- 山本浩二（1980）
- 鈴木誠也（2021）
- 前田智徳（1993）
- 西山秀二（1996）
- 栗原健太（2008）
- 正田耕三（1987）
- 江藤智（1995）
- 髙橋慶彦（1983）
- 嶋重宣（2004）
- 緒方孝市（1999）
- 山崎隆造（1985）

横浜DeNAベイスターズ
- 平松政次（1970）
- 三浦大輔（2005）
- 秋山登（1957）
- 斉藤明夫（1982）
- 遠藤一彦（1983）
- 野村弘樹（1993）
- 盛田幸妃（1992）
- 木塚敦志（2001）
- 川村丈夫（1999）
- 山口俊（2012）
- 斎藤隆（2001）
- 佐々木主浩（1998）
- 谷繁元信（2001）
- 松原誠（1977）
- ローズ（1999）
- 村田修一（2008）
- 石井琢朗（1998）
- 鈴木尚典（1998）
- 近藤和彦（1961）
- 金城龍彦（2000）
- 内川聖一（2008）
- 相川亮二（2007）
- 駒田徳広（1997）
- 高木豊（1985）
- 田代富雄（1977）
- 山下大輔（1982）
- 筒香嘉智（2016）
- 屋鋪要（1985）
- 加藤博一（1985）

読売ジャイアンツ
- 堀内恒夫（1972）
- 江川卓（1981）
- 上原浩治（1999）
- 斎藤雅樹（1989）
- 槙原寛己（1989）
- 桑田真澄（1989）
- 山口鉄也（2012）
- 鹿取義隆（1987）
- 角三男（1981）
- 岡島秀樹（2001）
- 水野雄仁（1990）
- 西村健太朗（2013）
- 阿部慎之助（2012）
- 王貞治（1964）
- 篠塚利夫（1984）
- 長嶋茂雄（1963）
- 坂本勇人（2019）
- 清水隆行（2002）
- 松井秀喜（2002）
- 高橋由伸（1999）
- 原辰徳（1983）
- 森昌彦（1965）
- 川上哲治（1951）
- 仁志敏久（2000）
- 中畑清（1984）
- 二岡智宏（2003）
- ラミレス（2010）
- 柴田勲（1967）
- 吉村禎章（1987）

東京ヤクルトスワローズ
- 金田正一（1958）
- 松岡弘（1973）
- 石井一久（2000）
- 伊藤智仁（1993）
- 安田猛（1973）
- 石川雅規（2008）
- 五十嵐亮太（2002）
- 石井弘寿（2002）
- 松岡健一（2008）
- 尾花高夫（1982）
- 山本樹（1998）
- 高津臣吾（1999）
- 古田敦也（1992）
- ペタジーニ（1999）
- 山田哲人（2015）
- 村上宗隆（2022）
- 宮本慎也（2000）
- 若松勉（1977）
- 青木宣親（2010）
- 杉浦享（1985）
- ラミレス（2003）
- 大矢明彦（1980）
- 大杉勝男（1978）
- 土橋勝征（1997）
- 岩村明憲（2004）
- 池山隆寛（1990）
- 真中満（2001）
- 飯田哲也（1992）
- 稲葉篤紀（2001）

中日ドラゴンズ
- 山本昌広（1993）
- 今中慎二（1993）
- 川上憲伸（2006）
- 権藤博（1961）
- 杉下茂（1954）
- 星野仙一（1975）
- 浅尾拓也（2011）
- 落合英二（2003）
- 平井正史（2006）
- ギャラード（2002）
- 高橋聡文（2010）
- 岩瀬仁紀（2006）
- 谷繁元信（2011）
- 落合博満（1991）
- 高木守道（1965）
- 立浪和義（2002）
- 井端弘和（2005）
- 田尾安志（1982）
- 中利夫（1967）
- 福留孝介（2006）
- T.ウッズ（2006）
- 木俣達彦（1970）
- 谷沢健一（1980）
- 荒木雅博（2005）
- 大島康徳（1979）
- 宇野勝（1985）
- 和田一浩（2010）
- 大島洋平（2012）
- 江藤慎一（1965）

オリックス・バファローズ
- 野田浩司（1993）
- 山本由伸（2021）
- 長谷川滋利（1995）
- 星野伸之（1989）
- 佐藤義則（1995）
- 金子千尋（2014）
- 鈴木平（1995）
- 佐藤達也（2014）
- 大久保勝信（2005）
- 平井正史（1995）
- 加藤大輔（2007）
- 岸田護（2011）
- 中嶋聡（1995）
- ブーマー（1989）
- 後藤光尊（2010）
- 松永浩美（1990）
- 小川博文（1994）
- 田口壮（1997）
- 谷佳知（2003）
- イチロー（1994）
- 吉田正尚（2018）
- 日高剛（2008）
- 藤井康雄（1990）
- 福良淳一（1994）
- 本西厚博（1989）
- 塩崎真（2001）
- T－岡田（2010）
- 糸井嘉男（2014）
- 石嶺和彦（1990）

千葉ロッテマリーンズ
- 村田兆治（1976）
- 木樽正明（1970）
- 黒木知宏（1999）
- 成瀬善久（2007）
- 渡辺俊介（2005）
- 小宮山悟（1997）
- 清水直行（2003）
- 伊良部秀輝（1994）
- 益田直也（2012）
- 薮田安彦（2011）
- 藤田宗一（1998）
- 小林雅英（2002）
- 里崎智也（2007）
- 福浦和也（2001）
- 落合博満（1985）
- 有藤道世（1977）
- 西岡剛（2010）
- 山内和弘（1960）
- 西村徳文（1990）
- サブロー（2009）
- 榎本喜八（1966）
- 袴田英利（1984）
- レオン（1980）
- 山崎裕之（1971）
- 初芝清（1995）
- 小坂誠（1999）
- 角中勝也（2016）
- 弘田澄男（1975）
- リー（1980）

福岡ソフトバンクホークス
- 斉藤和巳（2006）
- 若田部健一（2002）
- 工藤公康（1999）
- 杉内俊哉（2005）
- 和田毅（2011）
- 攝津正（2012）
- 五十嵐亮太（2014）
- 千賀滉大（2020）
- 篠原貴行（1999）
- 森福允彦（2011）
- 吉田修司（1998）
- 馬原孝浩（2007）
- 城島健司（2003）
- 内川聖一（2011）
- 井口資仁（2003）
- 小久保裕紀（2001）
- 川﨑宗則（2004）
- 村松有人（2003）
- 柳田悠岐（2015）
- 佐々木誠（1992）
- カズ山本（1994）
- 吉永幸一郎（1997）
- 藤本博史（1992）※2025年版はその他OB枠に移動
- 本多雄一（2011）
- 松田宣浩（2015）
- 今宮健太（2017）
- 中村晃（2014）
- 柴原洋（2000）
- 長谷川勇也（2013）
- 松中信彦（2004）※2025年版のみ収録

東北楽天ゴールデンイーグルス
- 岩隈久志（2008）
- 田中将大（2013）
- 永井怜（2009）
- 涌井秀章（2020）
- 則本昂大（2017）
- 美馬学（2017）
- 青山浩二（2010）
- 福山博之（2017）
- 斎藤隆（2013）
- 長谷部康平（2013）
- 小山伸一郎（2012）
- 松井裕樹（2015）
- 嶋基宏（2010）
- 吉岡雄二（2005）
- 藤田一也（2013）
- マギー（2013）
- 渡辺直人（2009）
- 鉄平（2009）
- 聖澤諒（2011）
- 礒部公一（2005）
- 山﨑武司（2007）
- 藤井彰人（2006）
- 銀次（2014）
- 高須洋介（2006）
- 浅村栄斗（2020）
- 茂木栄五郎（2017）
- 岡島豪郎（2014）
- 島内宏明（2022）
- 松井稼頭央（2014）

埼玉西武ライオンズ
- 稲尾和久（1961）
- 工藤公康（1993）
- 西口文也（2005）
- 松坂大輔（2006）
- 東尾修（1975）
- 渡辺久信（1990）
- 潮崎哲也（1993）
- 森慎二（2000）
- 鹿取義隆（1991）
- 牧田和久（2016）
- 森繁和（1983）
- 豊田清（2002）
- 伊東勤（1997）
- 土井正博（1975）
- 辻発彦（1993）
- 中村剛也（2009）
- 松井稼頭央（2002）
- 和田一浩（2003）
- 秋山幸二（1987）
- 平野謙（1988）
- 中西太（1955）
- 森友哉（2019）
- デストラーデ（1990）
- 片岡易之（2010）
- 石毛宏典（1986）
- 豊田泰光（1956）
- 栗山巧（2008）
- 秋山翔吾（2015）
- 中島裕之（2008）※2024年版のみ収録
- 清原和博（1990）※2025年版のみ収録

北海道日本ハムファイターズ
- ダルビッシュ有（2011）
- 西崎幸広（1988）
- 土橋正幸（1961）
- 尾崎行雄（1965）
- 高橋直樹（1979）
- 岩本ツトム（1999）
- 江夏豊（1982）
- 宮西尚生（2019）
- 増井浩俊（2015）
- グロス（1995）
- 大谷翔平（2016）
- 武田久（2011）
- 田村藤夫（1986）
- 小笠原道大（2003）
- 田中賢介（2010）
- 片岡篤史（1998）
- 田中幸雄（1995）
- 中田翔（2016）
- 糸井嘉男（2011）
- 稲葉篤紀（2007）
- 張本勲（1970）
- 鶴岡慎也（2012）
- 大杉勝男（1970）
- 白井一幸（1987）
- 古屋英夫（1985）
- 金子誠（2009）
- 毒島章一（1957）
- 島田誠（1983）
- 森本稀哲（2007）

南海ホークス
- 皆川睦男（1968）
- 杉浦忠（1959）
- 井上祐二（1988）
- 江本孟紀（1972）
- 山内新一（1976）
- 村上雅則（1968）
- 山内孝徳（1982）
- 別所昭（1947）
- 江夏豊（1977）
- 山内和宏（1983）
- 藤田学（1978）
- 佐藤道郎（1974）
- 野村克也（1963）
- 鶴岡一人（1946）
- 岡本伊三美（1953）
- 藤原満（1976）
- 小池兼司（1965）
- 堀井数男（1953）
- 広瀬叔功（1964）
- 山本和範（1988）
- 門田博光（1988）
- 香川伸行（1983）
- 桜井輝秀（1973）
- 河埜敬幸（1979）
- 国貞泰汎（1968）
- 定岡智秋（1983）
- 佐々木誠（1987）
- 新井宏昌（1979）
- ジョーンズ（1972）

阪急ブレーブス
- 米田哲也（1968）
- 山田久志（1976）
- 梶本隆夫（1956）
- 野口二郎（1947）
- 佐藤義則（1985）
- 山口高志（1975）
- 山沖之彦（1987）
- 星野伸之（1988）
- 今井雄太郎（1984）
- 稲葉光雄（1977）
- 竹村一義（1975）
- 足立光宏（1967）
- 岡村浩二（1969）
- ブーマー（1984）
- マルカーノ（1978）
- 松永浩美（1985）
- 大橋穣（1975）
- 簑田浩二（1983）
- 福本豊（1972）
- 長池徳二（1969）
- 加藤英司（1979）
- 中沢伸二（1982）
- 高井保弘（1979）
- 福良淳一（1988）
- 島谷金二（1979）
- 阪本敏三（1969）
- 大熊忠義（1971）
- 中田昌宏（1961）
- 石嶺和彦（1987）

大阪近鉄バファローズ
- 鈴木啓示（1978）
- 村田辰美（1979）
- 阿波野秀幸（1989）
- 岩隈久志（2004）
- 髙村祐（1992）
- 小池秀郎（1997）
- 吉井理人（1988）
- 岡本晃（2002）
- 佐野重樹（1993）
- 太田幸司（1977）
- 赤堀元之（1992）
- 大塚晶文（2002）
- 梨田昌崇（1980）
- 石井浩郎（1994）
- 大石大二郎（1984）
- 中村紀洋（2001）
- 石渡茂（1979）
- 土井正博（1971）
- 大村直之（1998）
- ローズ（2001）
- ブライアント（1989）
- 有田修三（1976）
- 吉岡雄二（2001）
- 水口栄二（2001）
- 金村義明（1986）
- 村上隆行（1986）
- 佐々木恭介（1978）
- 新井宏昌（1987）
- 礒部公一（2001）

その他
- 大谷翔平
- 山本由伸
- ダルビッシュ有
- 松井裕樹
- 今永昇太
- 菊池雄星
- 前田健太
- 千賀滉大
- 藤浪晋太郎
- 吉田正尚
- 鈴木誠也
- 安藤優也（2008）
- 福原忍（2013）※2024年版のみ収録
- 北川博敏（2004）
- 藤本敦士（2003）
- 馬場敏史（1995）
- 筒井壮（2003）
- 高橋建（2003）
- 菊地原毅（2005）
- 小窪哲也（2014）
- 東出輝裕（2008）
- 三好匠（2017）
- 高信二（1995）
- 朝山東洋（2000）
- 赤松真人（2010）
- 大原慎司（2013）
- 小杉陽太（2015）
- 田中浩康（2010）
- 小池正晃（2005）
- 青山道雄（1992）※2024年版のみ収録
- 内海哲也（2011）
- 久保康生（1982）
- 川相昌弘（1994）
- 亀井善行（2009）
- 畠山和洋（2015）※2024年版のみ収録
- 森岡良介（2014）
- 松元ユウイチ（2013）
- 大松尚逸（2008）
- 山井大介（2014）
- 堂上直倫（2016）
- 森野将彦（2010）
- 井上一樹（1999）
- 大西崇之（2003）
- 小谷野栄一（2010）
- 梵英心（2010）※2024年版のみ収録
- 風岡尚幸（1993）※2024年版のみ収録
- 波留敏夫（1999）
- 小林宏（1998）
- 小野晋吾（2000）※2024年版のみ収録
- 根元俊一（2012）
- 堀幸一（1996）
- 大塚明（2005）
- 倉野信次（2004）
- 的山哲也（1999）
- 奈良原浩（1998）
- 松山秀明（1995）
- 井出竜也（1997）
- 大道典良（1996）
- 今江敏晃（2010）※2024年版のみ収録
- 後藤武敏（2008）
- 三木肇（2002）
- 岡田幸文（2011）※2024年版のみ収録
- 塩川達也（2006）
- 雄平（2014）
- 阿部真宏（2003）※2024年版のみ収録
- 平石洋介（2009）※2024年版のみ収録
- 赤田将吾（2004）
- 新庄剛志
- 建山義紀（2010）
- 谷内亮太（2022）※2024年版のみ収録
- 代田建紀（2007）
- 小笠原慎之介※2025年版のみ収録
- 青柳晃洋※2025年版のみ収録
- 野村祐輔（2016）※2025年版のみ収録
- 小野寺力（2006）※2025年版のみ収録
- 石井貴（1999）※2025年版のみ収録
- 比嘉幹貴（2014）※2025年版のみ収録
- 厚澤和幸（2011）※2025年版のみ収録
- 古城茂幸（2009）※2025年版のみ収録
- 松本哲也（2009）※2025年版のみ収録
- 平田良介（2018）※2025年版のみ収録
- 中村豊（2001）※2025年版のみ収録
- 寺内崇幸（2012）※2025年版のみ収録
- 桑原義行（2009）※2025年版のみ収録
- 平田勝男（1985）※2025年版のみ収録
- 川名慎一（1993）※2025年版のみ収録
- 小関竜也（2002）※2025年版のみ収録
- 大引啓次（2014）※2025年版のみ収録
- 熊代聖人（2012）※2025年版のみ収録
- 高橋信二（2004）※2025年版のみ収録
- 安達了一（2014）※2025年版のみ収録
- 松井佑介（2017）※2025年版のみ収録
- 嶋村一輝（2008）※2025年版のみ収録
- 菅野智之※2025年6月2日のアップデートで配信

## 声の出演
サクセスモード・パワフェスモードでの出演者は各節に記述する。
実況
堂前英男
清水久嗣
金光宣明（熱盛宗厚 役）
大井麻利衣（轟ハルカ 役）

## 主題歌
- 『RELAY』

歌：藤原美慶
作詞：カトウチヒロ
作曲：Konami Amusement (佐藤直之)

## プロモーション・イベント

### レジェンドOB対決
◯=勝者、●=敗者、△=引分
パワプロ30周年及び今作品の発売を記念し、動画サイト「YOUTUBE」内の「パワプロ公式チャンネル」で公開されている動画企画。各球団を代表するOBが今作品のレジェンドチームでベストオーダーを組み、対戦試合を観戦する。
- 第一弾：◯里崎智也(千葉ロッテ)VS●岩隈久志(東北楽天)
- 第二弾：◯古田敦也(東京ヤクルト)VS●辻発彦(埼玉西武)※古田敦也の個人YouTube「フルタの方程式」とのコラボ企画。
- 第三弾
  - ●糸井嘉男(オリックス)VS◯森福允彦(福岡ソフトバンク)
  - ◯川上憲伸(中日)VS●小笠原道大(北海道日本ハム)
- 第四弾
  - ◯野村弘樹(横浜DeNA)VS●達川光男(広島東洋)
  - 近鉄・南海・阪急のオールド3球団は、総当たりによる巴戦方式で開催。
    - 第1試合：△吉岡雄二(近鉄)VS△山本和範(南海)
    - 第2試合：●吉岡雄二(近鉄)VS◯星野伸之(阪急)
    - 第3試合：◯星野伸之(阪急)VS●山本和範(南海)
- 第五弾：◯槙原寛己(読売)VS●井川慶(阪神)

### にじさんじ甲子園
にじさんじ所属ライバーによって実施される、本作の「栄冠ナイン」モードを使用したトーナメント。
- 2024年大会：8月10日～8月12日
- 2025年大会：7月25日～7月27日

### ホロライブ甲子園2024
ホロライブ所属ライバーによって実施される、本作の「栄冠ナイン」モードを使用したトーナメント。
- 開催日時：2024年11月17日